# إلياس هيكس بلاكبيرن
إلياس هيكس بلاكبيرن (بالإنجليزية: Elias Hicks Blackburn)‏ هو سياسي أمريكي، ولد في 17 سبتمبر 1827، وتوفي في 6 أبريل 1908.